# Lissochlora liriata
Lissochlora liriata là một loài bướm đêm trong họ Geometridae.